# Expérience de déstabilisation
Une expérience de déstabilisation (en anglais : breaching experiment) est une expérience qui cherche à examiner les réactions par rapport aux violations de règles ou normes sociales.
L'étude de Erving Goffman Behavior in Public Places donne quelques exemples classiques de normes comportementales, tels que « il est impoli de salir par terre - mettez vos ordures dans la poubelle ». L'expérience de déstabilisation étudie les réactions des gens envers un expérimentateur qui viole cette règle. Les expériences de déstabilisation sont plus communément associées à l'ethnométhodologie, en particulier avec l'œuvre de Harold Garfinkel.